# Bianca e Fernando
Bianca e Fernando (Bianca und Fernando) ist eine Opera seria (Originalbezeichnung: „Melodrammo serio“) in zwei Akten von Vincenzo Bellini. Das Libretto der ersten Fassung schrieb Domenico Gilardoni, in der später einige Ergänzungen und Änderungen durch Felice Romani vorgenommen wurden. Die Oper basiert auf dem Roman Bianca e Fernando alla tomba di Carlo IV, duca di Agrigento von Carlo Roti.

## Handlung

### Erster Akt

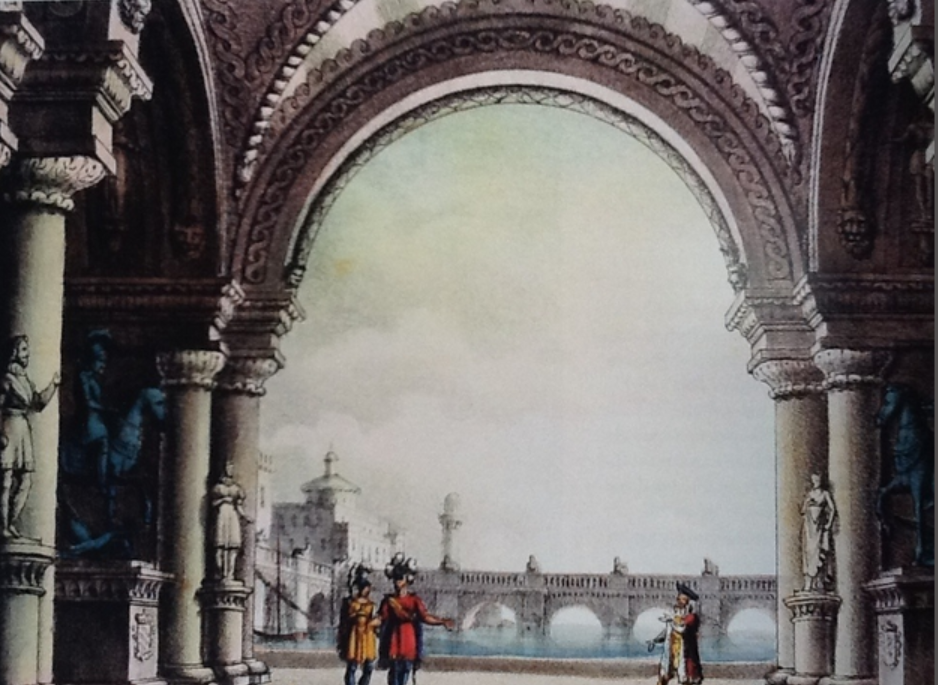
Alessandro Sanquirico: Bühnenbild des ersten Akts, 1828

Carlo, der Herzog von Agrigent, wurde von Filippo entmachtet, der nun als Usurpator selbst die Macht übernommen hat. Er ist mit Bianca, der Tochter Carlos verlobt. Carlos Sohn Fernando war zunächst geflohen, kehrt nach Jahren nun unerkannt unter dem Namen Adolfo zurück, um mit Hilfe von Clemente und Uggero den Verbleib des Vaters zu ergründen. Von Viscardo, einem Vertrauten Filippos, hoffen sie den Aufenthaltsort von Carlo zu erfahren, haben jedoch keinen Erfolg. Als Fernando mit seiner Schwester Bianca zusammentrifft, erkennt sie ihn an der Stimme. Er verleugnet jedoch seine Identität, erfährt jedoch, dass Carlo in einem unterirdischen Verlies gefangen gehalten wird.

### Zweiter Akt
Adolfo (Fernando) trifft unerkannt mit Filippo zusammen, der ihn überreden will, Carlo zu töten. Um das Versteck des Vaters in Erfahrung zu bringen, geht Adolfo zum Schein auf diesen Vorschlag ein. Bianca betet für das Wohl des Vaters und für das Erscheinen ihres Bruders, den sie bei seinem Auftauchen nun auch zweifelsfrei erkennt. Dieser missbilligt ihr Verhältnis zum Usurpator, doch beide finden den Vater zusammen mit einigen Freunden in einem Verlies und bringen ihm Nahrung. Als Filippo erscheint, wird er ebenso wie seine Gefolgsleute überwältigt und Carlo übernimmt wieder die Herrschaft über sein Reich.

## Instrumentation
Die Orchesterbesetzung der Oper enthält die folgenden Instrumente:
- Holzbläser: Piccoloflöte, zwei Flöten, zwei Oboen, zwei Klarinetten, zwei Fagotte
- Blechbläser: vier Hörner, zwei Trompeten, drei Posaunen, Cimbasso, Serpent
- Pauken, Schlagzeug: Große Trommel, Becken
- Streicher
- Bühnenmusik: nicht differenziert

## Entstehung
Das Werk war Bellinis zweite Oper, die er im Alter von 24 Jahren komponierte. Für das Werk war zunächst der Titel Carlo d’Agrigento vorgesehen, der dann in Bianca e Fernando geändert wurde. Daraufhin erfolgten jedoch Einsprüche der Zensur, da der Name „Fernando“ mit dem des Bourbonen-Königs Ferdinand VII. (laut Herbert Weinstock mit dem des Thronerben, später Ferdinand II. von Sizilien) übereinstimmte und man Verunglimpfungen des Königshauses befürchtete. Mit Einverständnis des Komponisten wurde die Oper nun vorübergehend in Bianca e Gernando umbenannt. Der Name des Titelhelden Fernando wurde jedoch nicht verändert. Die Uraufführung fand am 30. Mai 1826 am Teatro San Carlo in Neapel in Anwesenheit von Gaetano Donizetti statt, der sich sehr positiv zu dem Werk äußerte. Es sangen u. a. Henriette Méric-Lalande als Bianca, Giovanni Battista Rubini als Gernando, Luigi Lablache als Filippo, Almerinda Manzocchi als Viscardo, Gaetano Chizzola als Uggero und Eloisa Manzocchi als Eloisa.
Am 7. April 1828 erfolgte die Erstaufführung der überarbeiteten Fassung nun unter dem Titel Bianca e Fernando am Teatro Carlo Felice in Genua. Zur Besetzung gehörten diesmal u. a. Adelaide Tosi (Bianca), Giovanni David (Fernando) und Antonio Tamburini (Filippo). Danach kam die Oper nur sehr selten zur Aufführung.

## Aufnahmen
- 1976: Yasuko Hayashi, Antonio Savastano, Enrico Fissore, Mario Macchi; RAI Turin Orchester und Chor unter der Leitung von Gabriele Ferro (Audio-CD)
- 1991: Young Ok Shin, Gregory Kunde, Haijing Fu, Aurio Tomicich; Teatro Massimo Bellini, Chor und Orchester Catania unter der Leitung von Andrea Licata (Audio-CD vom Catania Bellini Festival)
- 2017: Bianca e Gernando (World-Premiere-Recording der Originalversion), mit Silvia Dalla Benetta, Maxim Mironov, Luca dal’Amico, Vittorio Prato; Camerata Bach Choir Poznán und Virtuosi Brunensis unter Leitung von Antonino Fogliani (Naxos; Audio-CD)